# Idris lades
Idris lades är en stekelart som beskrevs av Mikhail Vasilievich Kozlov och Lê 1987. Idris lades ingår i släktet Idris och familjen Scelionidae. Inga underarter finns listade i Catalogue of Life.